# タカハタ秀太
タカハタ 秀太（たかはた ひでた、1962年12月13日 - ）は、日本の映像ディレクター、脚本家、映画監督。富山県立福野高等学校卒業、青山学院大学法学部中退。妻は藤原理恵。

## 来歴
学生時代、テレビ番組制作会社・IVSテレビ制作でアルバイトを始め、演出家・伊藤輝夫（現テリー伊藤）に師事。夏休み期間だけのつもりでいたが、ADが次々と辞めていく中、誰かが弁当を発注しないと収録現場が困るだろう、という思いで辞められず、『天才・たけしの元気が出るテレビ!!』でディレクター・デビュー（当時クレジットは「高畑秀太」表記）。担当コーナーは「失恋傷心バスツアー」シリーズなど。
後にフリーランスとなり、WOWOW開局時には多くの音楽ライブ・ドキュメンタリー番組を手掛ける。長編映画デビュー作「ホテル ビーナス」（04）でモスクワ国際映画祭コンペティション・パースペクティブ最優秀作品賞を受賞。

## 作品

### 映画
- ホテル ビーナス（2004年）監督・編集
- びんた（2011年）監督・脚本・編集　仙台短編映画祭出展
- honey hole（2012年）監督・脚本・編集　出演　ショートショートフィルムフェスティバル2012出展
- 原宿デニール（2015年）監督・脚本・編集　沖縄映画祭出展
- ワレワレハワラワレタイ〜ウケたら、うれしい、それだけや（2017年）吉本興業百周年記念ドキュメンタリー／京都映画祭・沖縄映画祭出展
- 鳩の撃退法（2021年8月公開）監督・共同脚本・編集
- アナログ（2023年10月公開）監督[1]

### テレビ
- 天才・たけしの元気が出るテレビ!!（日本テレビ）
- ザ・レコーディング（WOWOW）
- 正しい音楽番組　あゆ解禁（WOWOW）
- 寺内ヘンドリックス（フジテレビ）
- ホテル・トムジョーンズ（フジテレビ）
- 完全人体張本（フジテレビ）
- ケンカの花道（フジテレビ）
- コムロギャルソン（テレビ東京）
- ASAYAN（テレビ東京）
- つんくタウン（フジテレビ）
- 恐怖の体重計（フジテレビ）
- つんくちゃん。（日本テレビ）
- SMAP×SMAP特別編（関西テレビ・フジテレビ）
  - 木村拓哉〜同学年〜
  - SMAPプロモゲリラ
  - Smap Short Films
  - チョナン・カンSP　サランヘヨ〜愛の劇場・愛の唄〜
  - JAPY-TV
  - SMAP '03→'04
  - ホントにあった笑の話 TRUE LAUGH
- SmaSTATION!!（テレビ朝日）
- チョナン・カン（フジテレビ）
- 真夜中はピクニック（フジテレビ）
- 蒼井優×4つの嘘 カムフラージュ（WOWOW）
- アベレイジ（フジテレビ）
- 上野樹里と5つの鞄（WOWOW）監督・脚本・編集
- トーク・トゥー・ミー（日本テレビ）
- ショートピース（フジテレビ）
- 黒い十人の黒木瞳。シリーズⅠ〜Ⅲ（NHK BSプレミアム）監督・脚本・編集
- ミエリーノ柏木（テレビ東京）監督・脚本・編集
- 赤めだか（TBS年末ドラマスペシャル）
- 二つの祖国（テレビ東京開局55周年特別企画ドラマスペシャル）

### ミュージック・ビデオ／DVD
- モーニング娘。「LOVEマシーン」他多数
- SMAPコンサート映像「SMAP '02 "Drink! Smap! Tour"」「SMAP'03 "MIJ Tour"」
- SMAP「弾丸ファイター」「Let It Be」
- 木村拓哉オフィシャルDVD「一分TAKUYA KIMURA」
- 倖田來未「Cherry Girl」ショートムービー「Cherry Girl」
- LOVE PSYCHEDELICO 「Everybody needs somebody」
- 太陽とシスコムーン　全曲
- プッチモニ「ちょこっとLOVE」
- タンポポ　全曲
- ノースリーブス「言霊の女たち。」
- Not yet「世界の風を僕らは受けて」

ほか

### CM／舞台
- グリコ ポッキー（モーニング娘。編）
- ケンタッキーフライドチキン（チョナン・カン編）
- 第二回落語大秘演會 伊藤園 笑福亭鶴瓶 JAPAN TOUR 2009-2010「WHITE」ファーストシーズン
- コンプレックス・ステッカー（2016年）鈴木おさむ脚本

### 著書
- 目玉焼きにケチャップ 前戯15分 痩せたい?いいえ。日本新国勢調査（都築浩、鈴木おさむと共著）

## 受賞歴
- 第26回（2004年）モスクワ国際映画祭、コンペティション・パースペクティブ部門最優秀賞「ホテルビーナス」
- ギャラクシー賞・2016年1月度月間賞「赤めだか」
- 第42回放送文化基金賞・テレビドラマ部門最優秀賞「赤めだか」
- 東京ドラマアウォード2016作品賞（単発ドラマ部門）グランプリ「赤めだか」